# 本間窓奈
本間窓奈（ほんま まどな、3月28日 - ）は、日本の振付師、演出家。
中央大学杉並高等学校卒。1988年の「タップ・チップス」解散後にニューヨークへ。翌年に帰国してTap Dancin'を設立。タップダンスの振付、演出や、ダンサーの育成に努めている。

## 出演

### テレビ番組
- 1979年『一発逆転』（フジテレビ）
- 1980年『ママドントクライ』（TBS）
- 1980年『そば屋梅吉捕物帳』（テレビ東京）
- 1981年『スーパーポリスギャル』（フジテレビ）
- 1982年『スター秘ドッキリテレビ』（テレビ東京）
- 1984年『昨日、悲別で』（日本テレビ）
- 1984年『笑っていいとも!』（フジテレビ）

### 舞台
- 1985年『タップチップスショー』：渋谷パルコPART3
- 1986年『昨日、悲別で』：札幌厚生年金ホール
- 1987年『昨日、悲別で』：銀座博品館劇場
- 1990年『ライル』：青山劇場
- 1991年『ビクター・ビクトリア』：シアターコクーン
- 1991年『ナショナルタップデイ』：新宿シアターアップル
- 1991年『ポタージュ・ナイト』：全労済ホールスペース・ゼロ
- 1992年『X'mas ディナーショウ』：品川クリスタルヨットクラブ

### CM
- 1980年『日刊アルバイトニュース』
- 1983年『シャープ石油ストーブ』
- 1985年『ユニバーサル証券』
- 1985年『BuBu光岡自動車』
- 1986年『ノエビア』

### 振付
- 1986年『タップチップス』、『君が人生の時』新劇合同公演
- 1989年『魔都』銀座博品館劇場
- 1991年『ナショナルタップデイ』新宿シアターアップル
- 1992年『トップハット』銀座博品館劇場
- 1993年『SONYワイドビジョンキララバッソ』CM
- 1994年『ザラストヤンキー』劇団昴
- 1995年『ブルックボンド紅茶』CM
- 1995年『メニコンコンタクト用目薬』CM
- 2000年『サンリオピューロランド』CM
- 2001年『カネヤ味噌』CM
- 2003年『KDDI』CM